# Ейтенз (Іллінойс)
Ейтенз (англ. Athens) — місто (англ. city) в США, в окрузі Менард штату Іллінойс. Населення — 1977 осіб (2020).

## Географія
Ейтенз розташований за координатами 39°57′43″ пн. ш. 89°43′18″ зх. д. / 39.96194° пн. ш. 89.72167° зх. д. (39.961855, -89.721619).  За даними Бюро перепису населення США в 2010 році місто мало площу 4,36 км², уся площа — суходіл.

## Демографія
Згідно з переписом 2010 року, у місті мешкало 1988 осіб у 762 домогосподарствах у складі 556 родин. Густота населення становила 456 осіб/км².  Було 837 помешкань (192/км²).
Расовий склад населення:
| - 96,3 % — білих - 0,6 % — чорних або афроамериканців - 0,6 % — азіатів - 0,2 % — корінних американців - 0,1 % — вихідців з тихоокеанських островів |

До двох чи більше рас належало 1,6 %. Частка іспаномовних становила 1,6 % від усіх жителів.
За віковим діапазоном населення розподілялося таким чином: 30,3 % — особи молодші 18 років, 59,0 % — особи у віці 18—64 років, 10,7 % — особи у віці 65 років та старші. Медіана віку мешканця становила 34,3 року. На 100 осіб жіночої статі у місті припадало 92,3 чоловіків;  на 100 жінок у віці від 18 років та старших — 86,3 чоловіків також старших 18 років.
Середній дохід на одне домашнє господарство  становив 59 104 долари США (медіана — 55 000), а середній дохід на одну сім'ю — 67 519 доларів (медіана — 66 779). Медіана доходів становила 44 896 доларів для чоловіків та 36 360 доларів для жінок. За межею бідності перебувало 15,3 % осіб, у тому числі 26,7 % дітей у віці до 18 років та 4,7 % осіб у віці 65 років та старших.
Цивільне працевлаштоване населення становило 827 осіб. Основні галузі зайнятості: освіта, охорона здоров'я та соціальна допомога — 33,3 %, роздрібна торгівля — 14,9 %, публічна адміністрація — 8,0 %, науковці, спеціалісти, менеджери — 6,8 %.